# Крестци
Крестци (на руски: Крестцы) е селище от градски тип в Русия, административен център на Крестецки район, Новгородска област. Населението му към 1 януари 2018 година е 7726 души.